# Patouillardiella guaranitica
Patouillardiella guaranitica är en svampart som först beskrevs av Speg., och fick sitt nu gällande namn av Speg. 1889. Patouillardiella guaranitica ingår i släktet Patouillardiella, divisionen sporsäcksvampar och riket svampar.   Inga underarter finns listade i Catalogue of Life.